# Monteverdi (cràter)

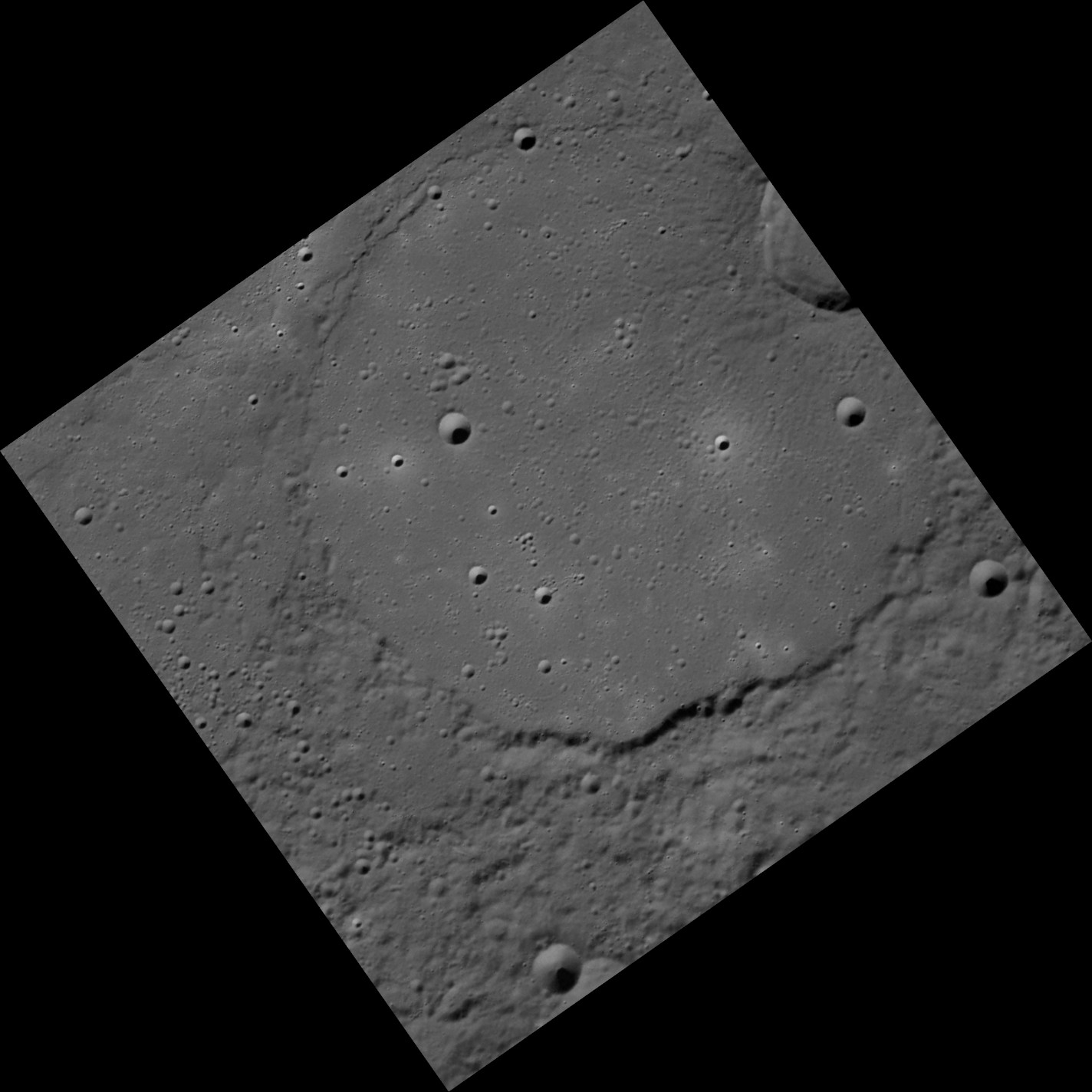
Cràter Monteverdi des de la sonda Messenger.

Monteverdi és un cràter d'impacte en el planeta Mercuri de 134 km de diàmetre. Porta el nom del compositor italià Claudio Monteverdi (1567-1643), i el seu nom va ser aprovat per la Unió Astronòmica Internacional el 1979.